# Doimon
Doimon is een geslacht van kreeftachtigen uit de klasse van de Malacostraca (hogere kreeftachtigen).

## Soorten
- Doimon doichiangdao (Naiyanetr & Ng, 1990)
- Doimon doisutep (Naiyanetr & Ng, 1990)
- Doimon maehongsonense (Naiyanetr, 1992)